# Wrightstown (Nova Jérsei)
Wrightstown é um distrito localizado no estado americano de Nova Jérsei, no Condado de Burlington.

## Demografia
Segundo o censo americano de 2000, a sua população era de 748 habitantes.
Em 2006, foi estimada uma população de 741, um decréscimo de 7 (-0.9%).

## Geografia
De acordo com o United States Census Bureau tem uma área de
4,6 km², dos quais 4,6 km² cobertos por terra e 0,0 km² cobertos por água.

## Localidades na vizinhança
O diagrama seguinte representa as localidades num raio de 12 km ao redor de Wrightstown.